# Discus commun
Symphysodon aequifasciatus
Espèce
Le Discus commun (Symphysodon aequifasciatus) est une espèce de poissons d'eau douce originaire de l'Amazone. Il en existe plusieurs sous-espèces très difficiles à distinguer. D'ailleurs, toutes les variétés du genre Symphysodon (ou discus) se ressemblent beaucoup, physiquement et comportementalement et peuvent produire une grande variété d'hybrides appréciés en aquariophilie. Les conditions et précautions d'élevage sont donc communes au genre Symphysodon.

## Sous-espèces

### le Discus vert
Le discus vert (Symphysodon aequifasciatus aequifasciatus, Pellegrin 1904) se rencontre principalement à l’ouest de l’Amazonie dans une zone qui s’étend du rio Puru jusqu’aux frontières colombiennes, équatoriennes et péruviennes. Chez ce poisson, la nageoire anale est de couleur bleu vert irisée uniforme, agrémentée sur certains sujets de points ou de vermicules rouges.
La couleur du corps est le plus souvent brun orange, mais elle peut varier. Dans le rio Juruá, certains spécimens peuvent être jaune soutenu et certains autres mauve. Dans le lago Coari et le rio Japura, ils peuvent être blanc avec le reflet caractéristique bleu métallique constellé de points rouges.[réf. nécessaire]

### le Discus brun
Le discus brun (Symphysodon aequifasciatus axelrodi, Schultz 1960) se rencontre depuis l’embouchure de l’Amazone à Belém jusqu’à Manaus. Il tient son nom du docteur Herbert Axelrod qui en pêchait dans les années 1960 pour les réexpédier aux États-Unis.
Sa couleur peut varier d’une manière considérable suivant les régions. Elle va du brun clair façon caramel cuit en passant par les différentes déclinaisons de rouge, orangé et jaune, certains spécimens peuvent être mauve. C’est un poisson qui est très peu vermiculé.

### le Discus bleu
Le discus bleu (Symphysodon aequifasciatus haraldi, Schultz 1960) est lui présent depuis le rio Puru, le lago Manacapuru et le rio Manacapuru jusqu’au-delà de Santarem.
Ses patrons de colorations sont les mêmes que ceux de l’S. a. axelrodi, mais, chez lui, les vermicules bleues irisées sont beaucoup plus nombreuses, notamment au niveau du front et sur le dernier tiers inférieur du corps. Certains d’entre eux peuvent être vermiculés sur tout le corps : on leur donne alors l’appellation royal (bleu ou rouge).

### Maintenance en aquarium
| Origine         | Bassin de l'Amazone                  | Eau           | eau douce                                                                  |
| Dureté de l'eau | 2-6 °GH                              | pH            | 6.2 à 6.9 (inférieur a 7)                                                  |
| Température     | 28-30 °C                             | Volume mini.  | 50-75 litres par Discus ( minimum de 360 litres pour 5 discus)             |
| Alimentation    | Omnivore                             | Taille adulte | 15-20 cm                                                                   |
| Reproduction    | ovipare                              | Zone occupée  | intermédiaire                                                              |
| Sociabilité     | bonne, craintif aime vivre en groupe | Difficulté    | difficile à facile si l'on respecte les différentes règles de maintenance. |

Le discus d'élevage (Symphysodon aequifasciatus)

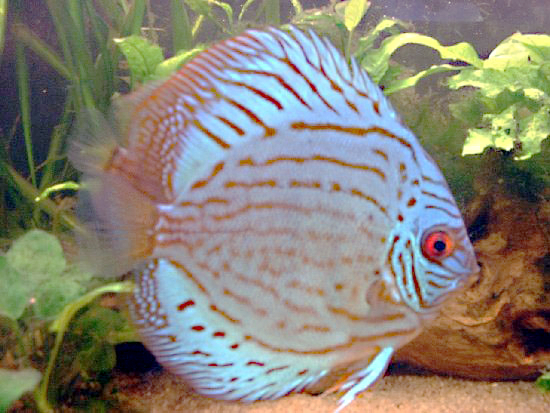
Discus Turquoise.
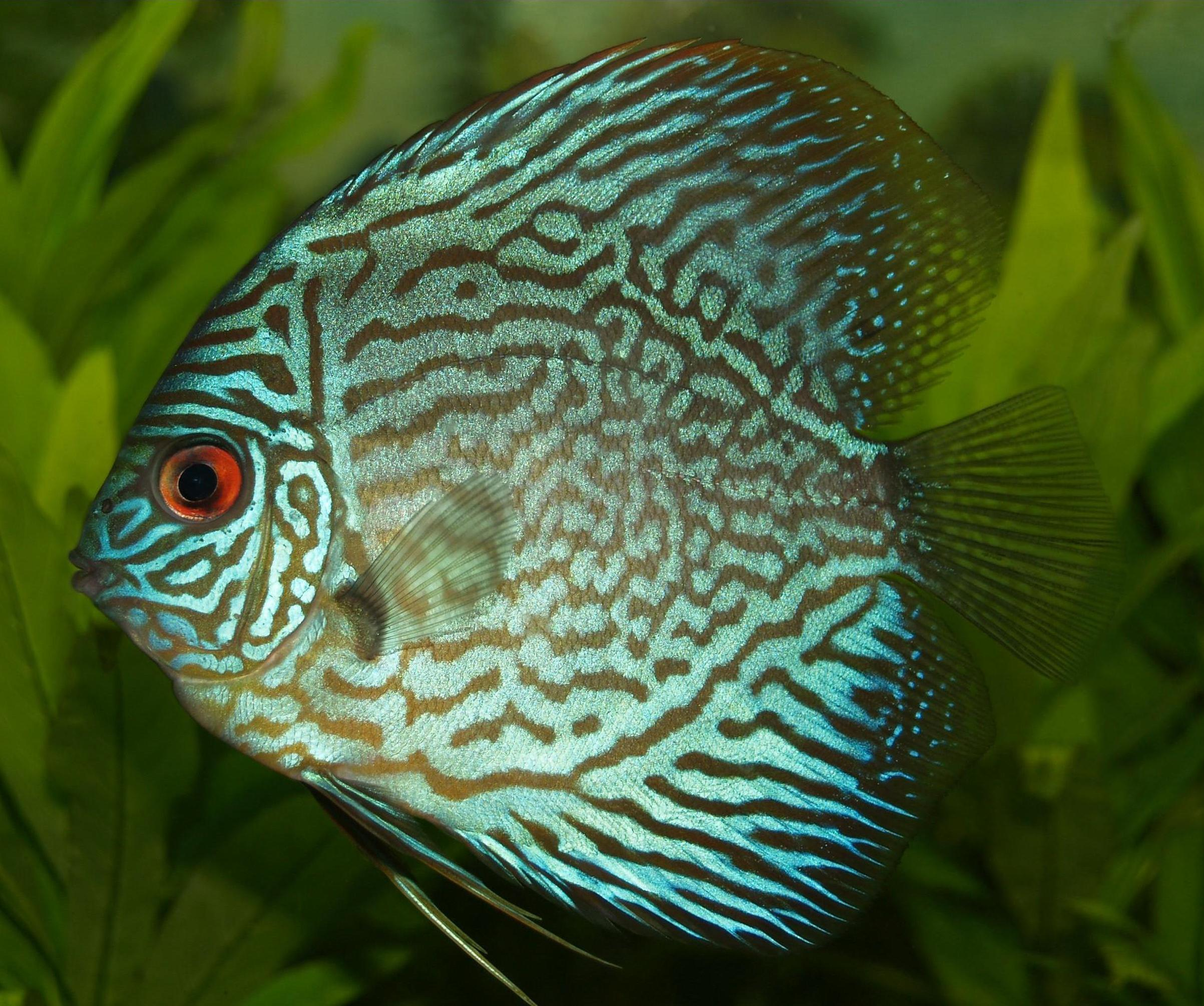
Discus Royal blue.
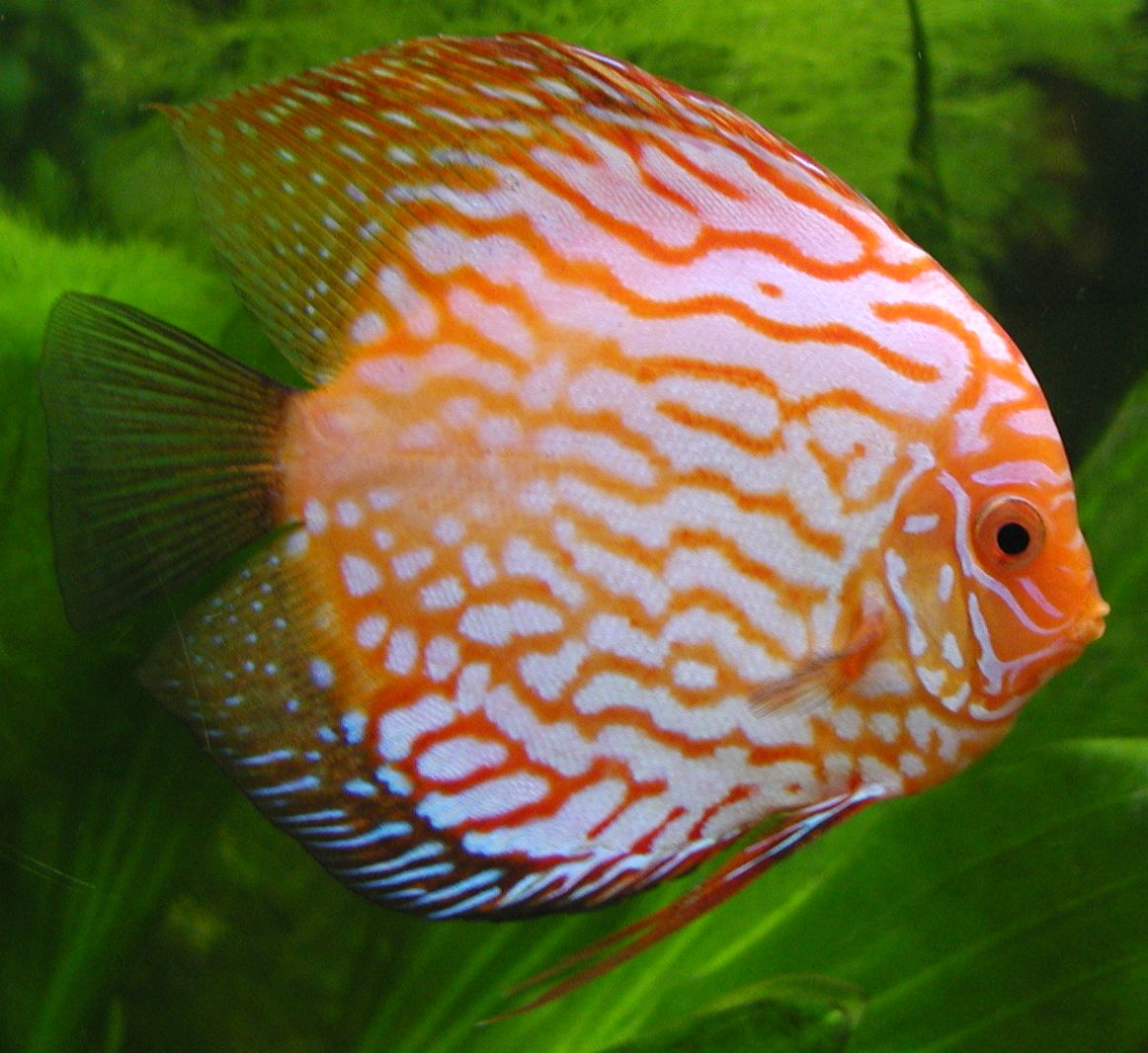
Discus Pigeon Blood.
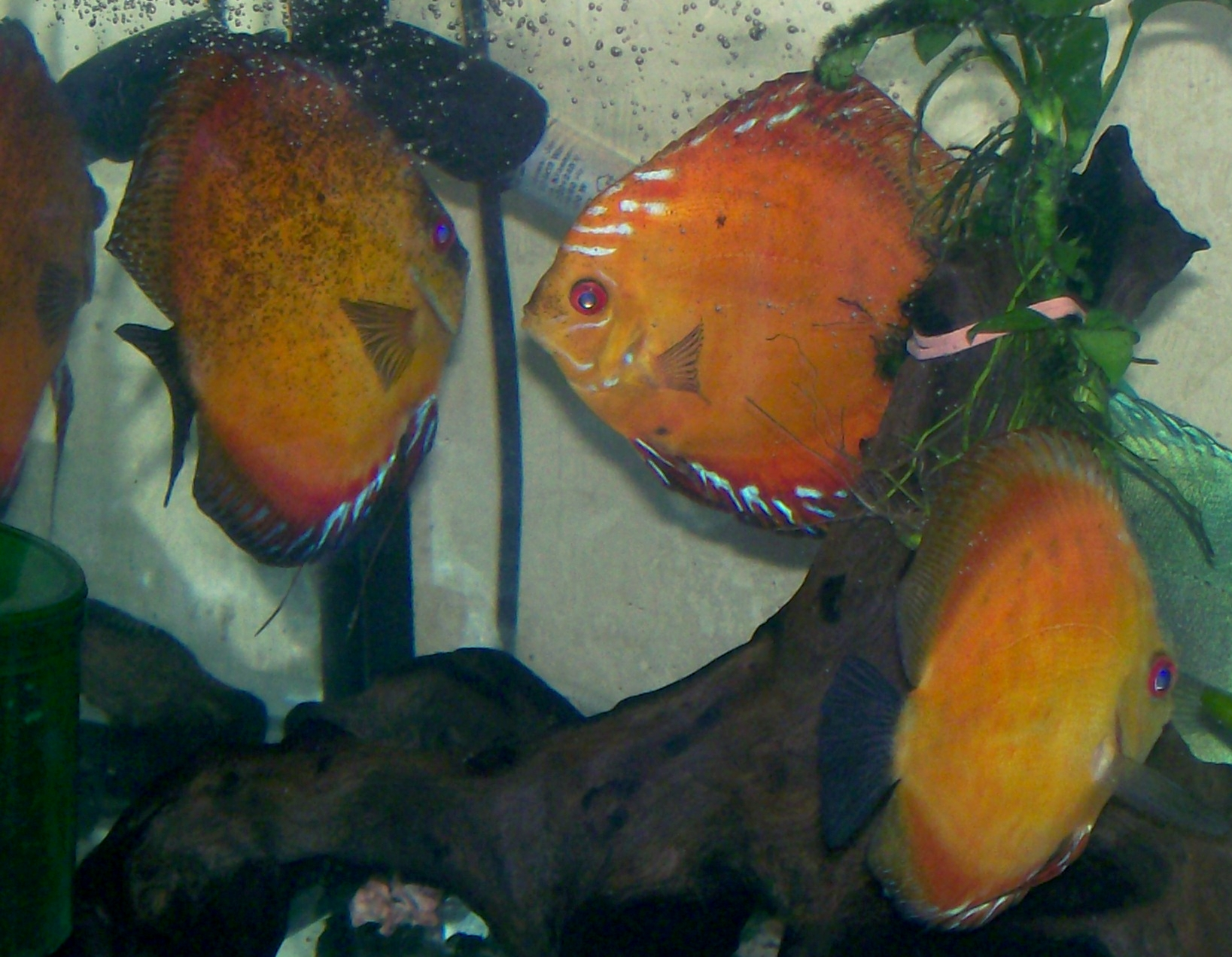
Discus Marlboro ou Pigeon.
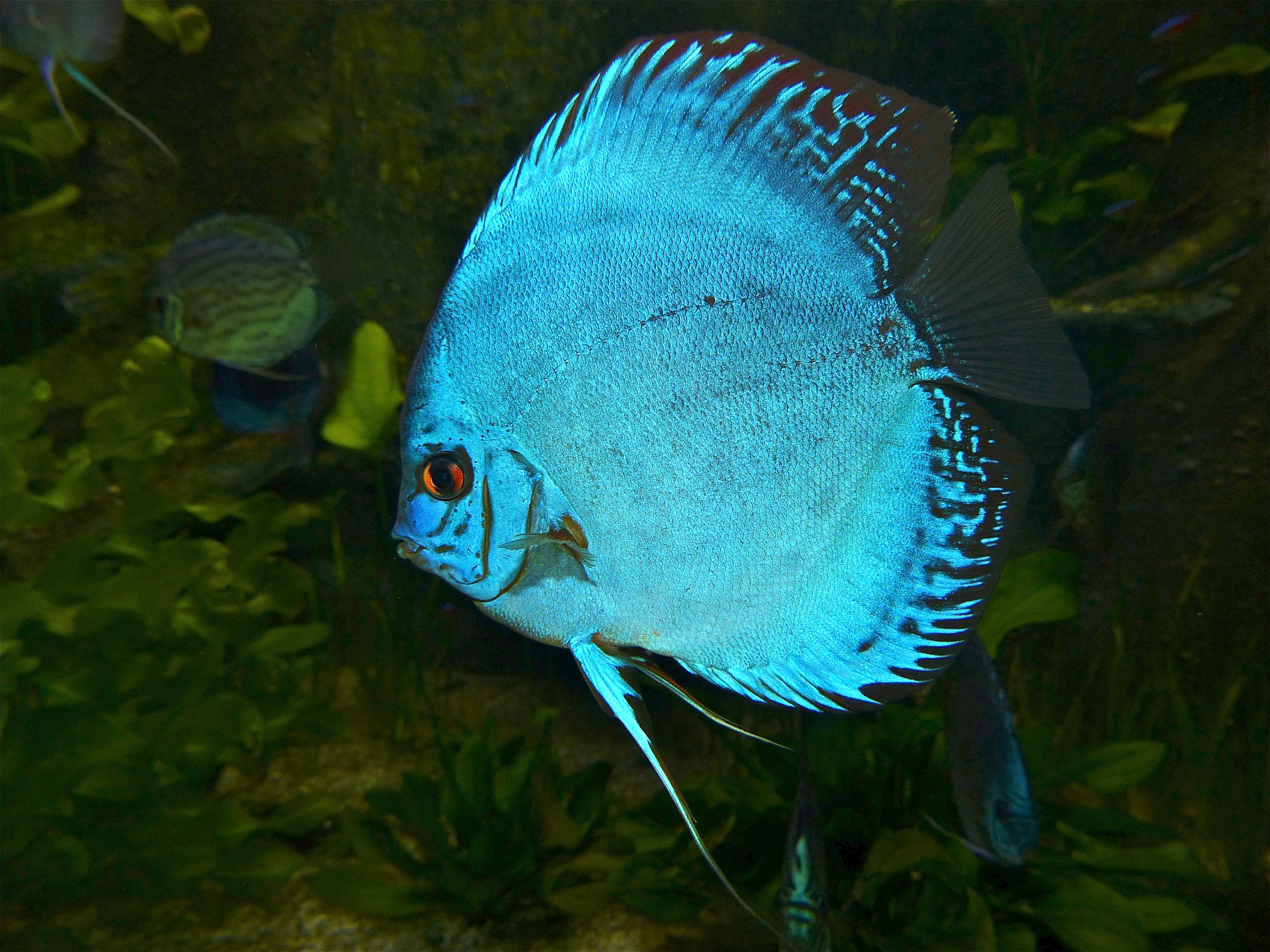
Discus hybride bleu.
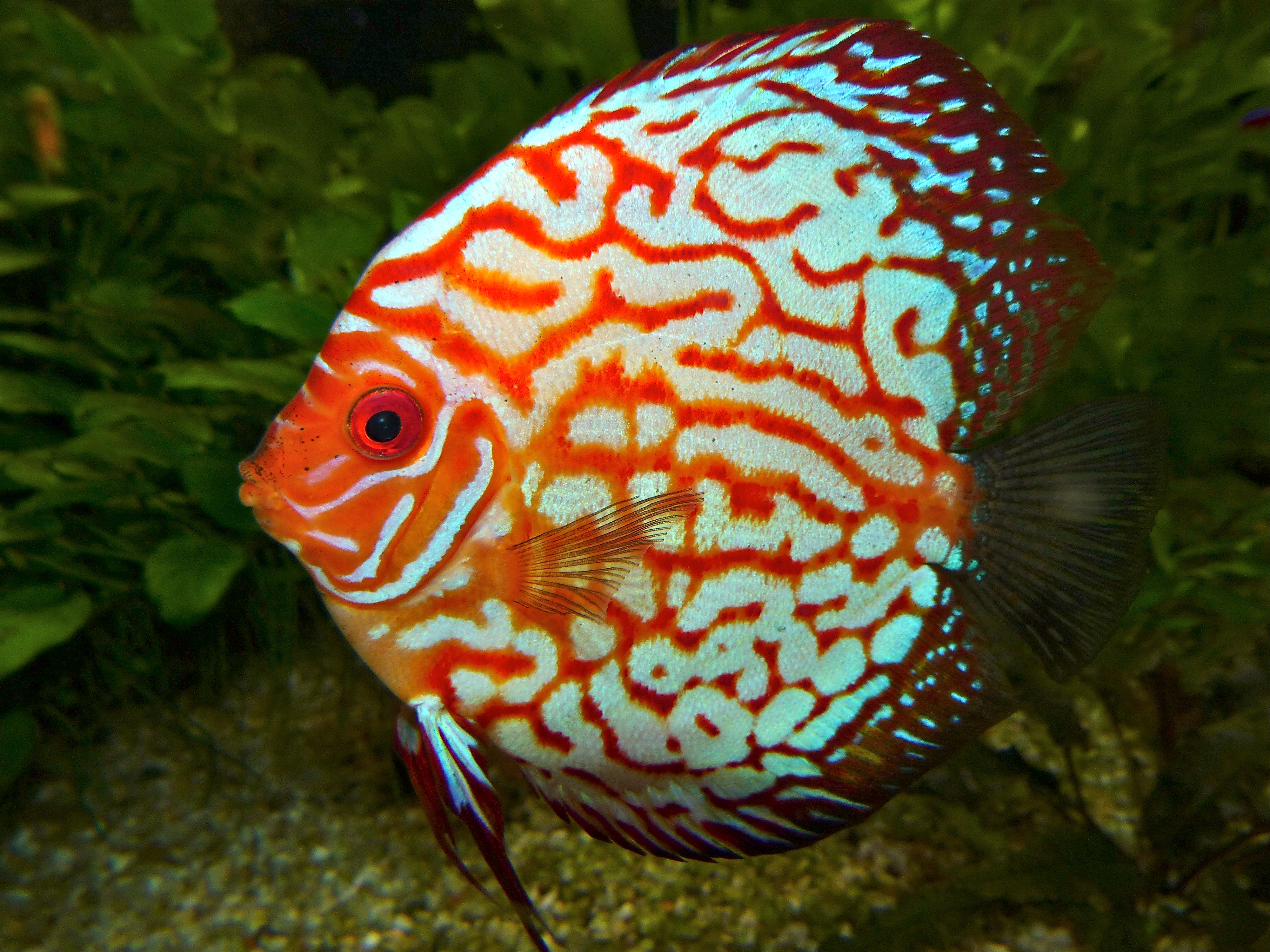
Discus hybride rouge.
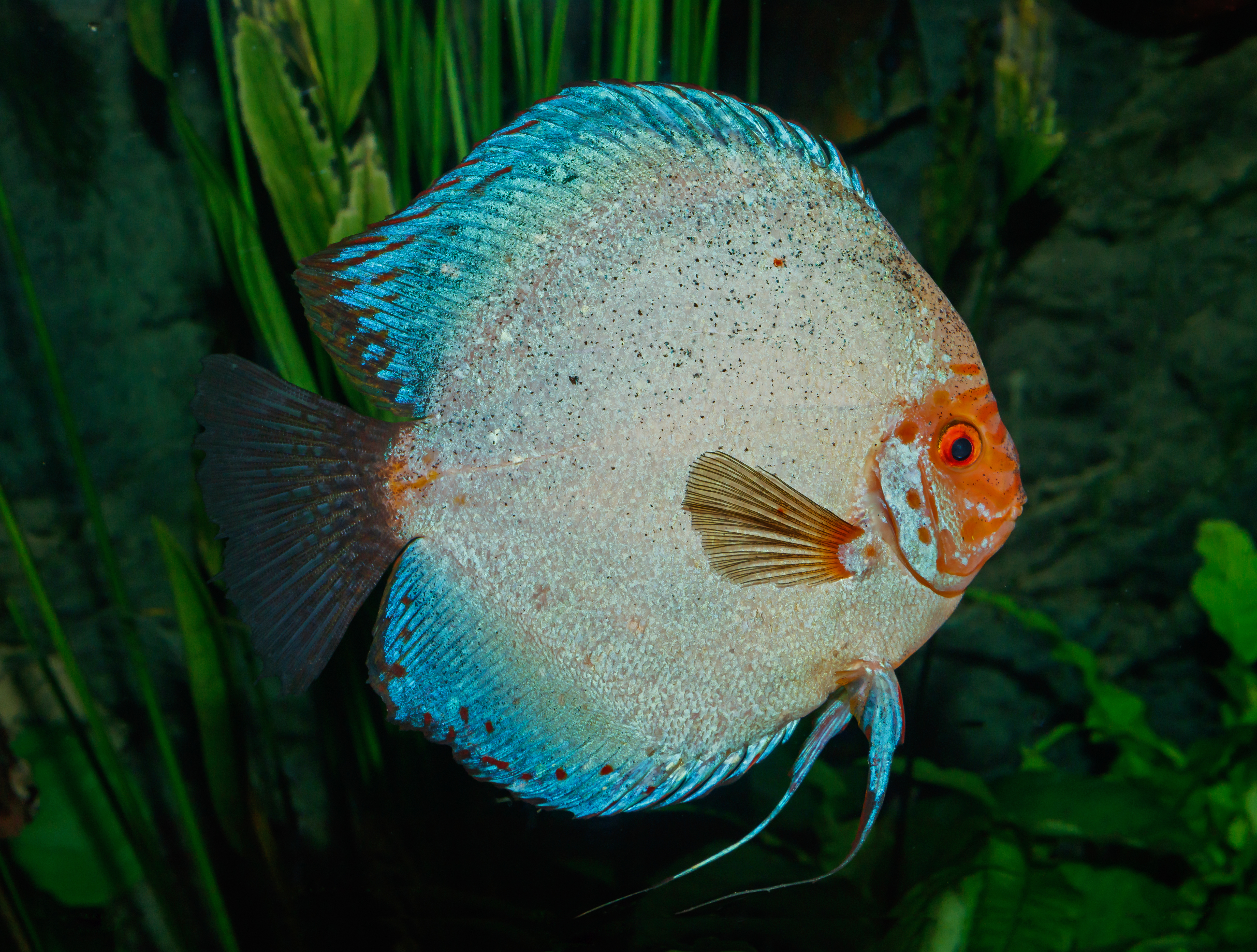
Discus commun bleu au zoo de Karlsruhe. Novembre 2019.
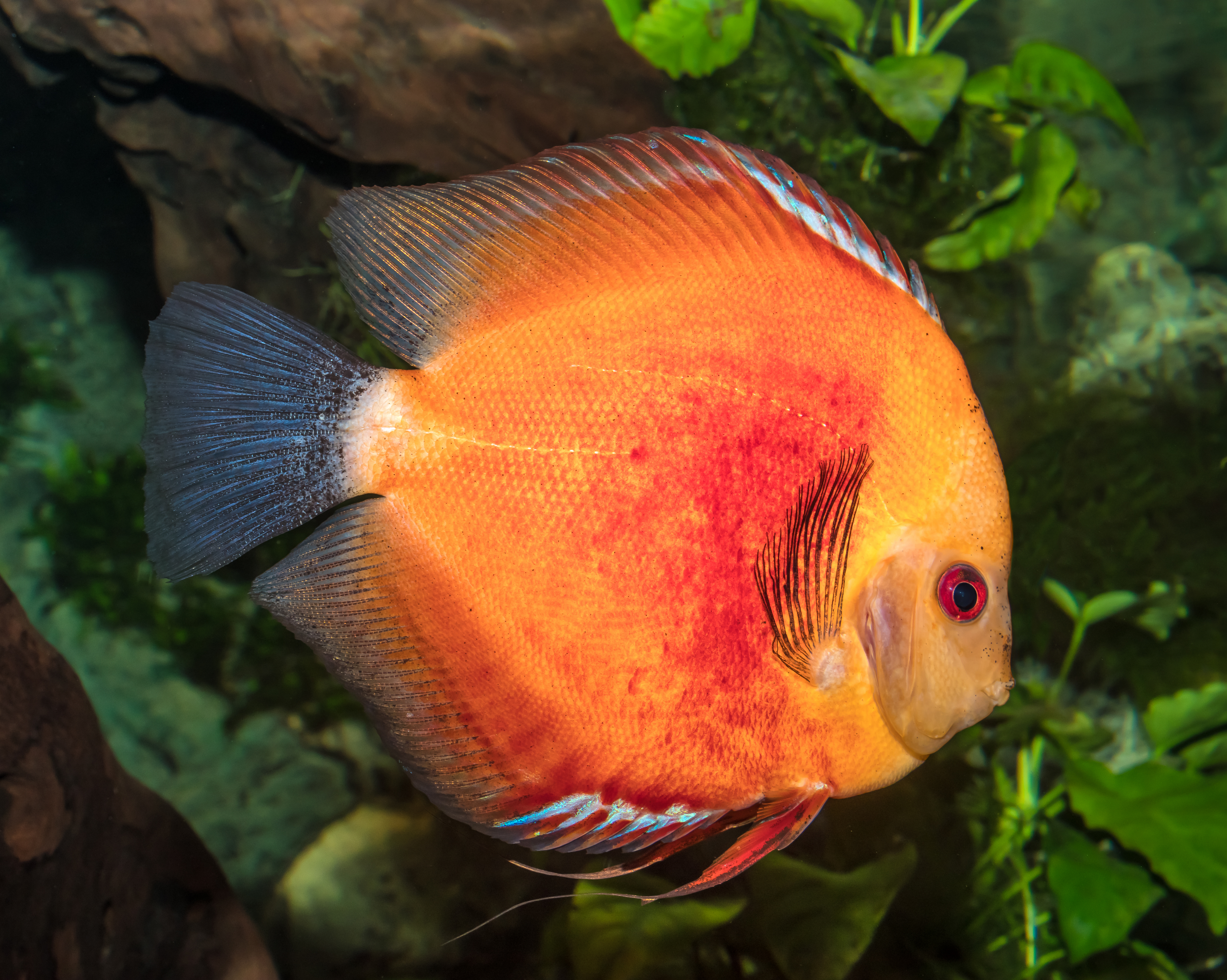
Discus commun rouge au zoo de Karlsruhe. Novembre 2019.